# Sammy Penn
Samuel „Sammy“ Penn (* 15. September 1902 in Morgan City (Louisiana); † 18. September 1969 in Florida) war ein US-amerikanischer Jazzmusiker (Schlagzeug, Gesang).
Penn spielte in New Orleans in der Eureka Brass Band, mit Chris Kelly, Kid Rena, und Kid Thomas Valentine, mit dem 1954 erste Plattenaufnahmen entstanden. In den 1960er-Jahren spielte er noch mit Emile Barnes New Orleans Four, der Hall Brothers Jazz Band (mit dem Posaunisten Russ Hall und dem Pianisten Stan Hall), der December Band (u. a. mit Kid Thomas Valentine, Jim Robinson, Sammy Rimington, Captain John Handy). 1966 war er mit Johnny Wiggs Co-Leader der Penn-Wiggs New Orleans All Stars (mit Louis Nelson, George Lewis, Charlie Hamilton, Joe Butler). In den späten 1960er-Jahren spielte er noch mit Big Bill Bissonette, Punch Miller, Jimmy Archeys Crescent City Delegates of Pleasure, Emmanuel Paul, der Kid Thomas Dixieland Band und Kid Sheik Cola. Er war von 1954 bis 1959 an 59 Aufnahmesessions beteiligt.